# Shut Up 'n Play Yer Guitar
Shut Up 'n Play Yer Guitar trostruki je vinyl album američkog glazbenika Frank Zappe, koji izlazi u svibnju 1981.g. Na njemu se nalazi materijal u živo koji je sniman u veljači 1976. i prosincu 1980. Zadnja skladba na albumu "Canard du Jour" studijski je snimak iz 1973., duet na kojem Zappa svira električni bouzouki (buzuki), a Jean-Luc Ponty bariton violinu.
Album izlazi 1981.g. a reizdanje od izdavačke kuće Rykodisc,izlazi 1986. kao dvostruko CD izdanje i ponovo 1995. kao trostruko box pakovanje. Materijal na albumu u znaku je instrumentalne glazbe i obiluje odličnim gitarskim solo dionicama.

## Popis pjesama
Sve pjesme napisao je Frank Zappa osim "Canard Du Jour" koja je duet Zappa/Jean-Luc Ponty.

### Disk 1
1. "five-five-FIVE" – 2:35 (19-02-1979)
2. "Hog Heaven" – 2:46 (18-10-1980)
3. "Shut Up 'n Play Yer Guitar" – 5:35 (18-02-1979)
4. "While You Were Out" – 6:09 (1979)
5. "Treacherous Cretins" – 5:29 (17-02-1979)
6. "Heavy Duty Judy" – 4:39 (05-12-1980)
7. "Soup 'n Old Clothes" – 3:02 (11-12-1980)

### Disc 2
1. "Variations on the Carlos Santana Secret Chord Progression" – 3:56 (11-12-1980)
2. "Gee, I Like Your Pants" – 2:32 (18-02-1979)
3. "Canarsie" – 6:06 (19-021979)
4. "Ship Ahoy" – 5:26 (03-02-1976)
5. "The Deathless Horsie" – 6:18 (19-02-1979)
6. "Shut Up 'n Play Yer Guitar Some More" – 6:52 (17-02-1979)
7. "Pink Napkins" – 4:41 (17-02-1977)

### Disc 3
1. "Beat It With Your Fist" – 1:39 (30-10-1980)
2. "Return of the Son of Shut Up 'n Play Yer Guitar" – 8:45 (19-02-1979)
3. "Pinocchio's Furniture" – 2:04 (05-12-1980)
4. "Why Johnny Can't Read" – 4:04 (17-02-1979)
5. "Stucco Homes" – 8:56 (1979)
6. "Canard Du Jour" – 10:12 (1973)

## Izvođači
- Tommy Mars – Klavijature, Vokal
- Kerry McNabb – Projekcija
- Steve Nye – Projekcija
- Patrick O'Hearn – Puhački instrumenti, Bas gitara
- Denny Walley – Gitara, Ritam gitara
- Ray White – Ritam gitara
- Jo Hansch – Mastering
- John Swenson – Bilješke
- Bob Harris – Klavijature
- Peter Wolf – Klavijature
- John Livzey – Fotografija
- John Vince – Grafički dizajn
- Ed Mann – Udaraljke
- Ike Willis – Ritam gitara
- Bob Stone – Remix
- Arthur Barrow – Bas gitara
- Terry Bozzio – Bubnjevi
- Joe Chiccarelli – Projekcija, Mix, Snimanje
- Vinnie Colaiuta – Bubnjevi, Udaraljke
- Warren Cuccurullo – Ritam gitara, Električni Sitar, Gitara
- George Douglas – Projekcija
- Roy Estrada – Vokal, Bas gitara
- Frank Zappa – Aranžer, Skladatelj, Dirigent, Klavijature, Vokal, Producent, Glavni izvršitelj, Bouzouki, Gitara
- Tom Flye – Projekcija
- Mick Glossop – Projekcija
- Bob Harris – Klavijature
- Andre Lewis – Klavijature
- Eddie Jobson – Klavijature, Vokal, Violina
- Steve Vai – Ritam gitara, Gitara
- Jean-Luc Ponty – Klavijature, Bariton Violina, Violina

## Vanjske poveznice
- Detalji o snimanju
- Povijest izlaska